# باولو تياغو
باولو تياغو (بالبرتغالية: Paulo Thiago‏) هو كاتب سيناريو ومنتج أفلام ومخرج برازيلي، ولد في 8 أكتوبر 1945 في ميناس جرايس في البرازيل.

## وصلات خارجية
- باولو تياغو على موقع IMDb (الإنجليزية)
- باولو تياغو على موقع ألو سيني (الفرنسية)
- باولو تياغو على موقع أول موفي (الإنجليزية)
- باولو تياغو على موقع قاعدة بيانات الأفلام السويدية (السويدية)
- باولو تياغو على موقع قاعدة بيانات الفيلم (الإنجليزية)
- باولو تياغو على موقع كينوبويسك (الروسية)